# Elo Edeferioka
Elo Edema Edeferioka (Warri, 10 aprile 1993) è un'ex cestista nigeriana.

## Carriera
Con la Nigeria ha disputato i Campionati mondiali del 2018.